# Monte Grande (Cabo Rojo)
Monte Grande es un barrio ubicado en el municipio de Cabo Rojo en el Estado Libre Asociado de Puerto Rico. En el Censo de 2010 tenía una población de 7227 habitantes y una densidad poblacional de 734,11 personas por km².

## Geografía
Monte Grande se encuentra ubicado en las coordenadas 18°4′29″N 67°7′39″O / 18.07472, -67.12750. Según la Oficina del Censo de los Estados Unidos, Monte Grande tiene una superficie total de 9.84 km², de la cual 9.84 km² corresponden a tierra firme y (0%) 0 km² es agua.

## Demografía
Según el censo de 2010, había 7227 personas residiendo en Monte Grande. La densidad de población era de 734,11 hab./km². De los 7227 habitantes, Monte Grande estaba compuesto por el 83.74% blancos, el 6.61% eran afroamericanos, el 0.29% eran amerindios, el 0.07% eran asiáticos, el 6.05% eran de otras razas y el 3.24% pertenecían a dos o más razas. Del total de la población el 99.21% eran hispanos o latinos de cualquier raza.